# ゼロ次元
ゼロ次元（ゼロじげん）とは、1960年代から1970年代初頭にかけて活動していた前衛パフォーマンスアート集団。「人間の行為をゼロに導く」をコンセプトに過激な全裸パフォーマンスを繰り返したことから、ネオダダや九州派、時間派といった当時の反芸術運動の中でも最左派に位置づけられる。「儀式集団・ゼロ次元」（ぎしきしゅうだん・ゼロじげん）とも。

## 概要
多摩美術大学油絵科卒業後、公立中学校で美術教師をしていた加藤好弘（1936年 - 2018年）や岩田信市（1935年 - 2017年）を中心として、1960年（1958年との説もある）に愛知県名古屋市で結成。多摩美術大学油画科の学生有志によって結成された青年美術家協会から後に独立し、加藤好弘らが所属していた名古屋青年美術と、岩田信市ら旭丘高校美術科の同級生が中心となって結成した0次現を前進としている。
1963年元旦に同市中区栄の名古屋国際ホテル前にて、全員が道路に腹這いとなって行進するなどのパフォーマンスを行い、地元では一目置かれる存在となる。翌年には「なにを出しても、なにをしても可」をスローガンに、愛知県美術館で企画展「日本超芸術見本市」を実施する。
その後、加藤が活動の幅を広げるべく東京都内に電気会社「ゼロ次元商会」（社員全員が「ゼロ次元」のメンバー）を設立し、連日のように仕事の後、’毎月の定時日にまるで女性のメンスのように’、「儀式」と称する奇行パフォーマンスを行うようになる。特に、防毒マスクを着用し全裸のまま行進する「全裸防毒面歩行儀式」（1967年12月9日、新宿・紀伊國屋書店前にて）、都電を借り切り車内で紐で縛った全裸の男女を乗せたまま走らせる「電車内寝体儀式」（⑤番の都電、目黒―永代橋にて）をはじめ、反社会的行為は週刊誌などにも大々的に取り上げられ、アート・テロリストとして世情を賑わせていた。
著名な儀式の動作：

尻（ケツ）蔵界：男たちが四つん這いに前進しながら、尻にロウソクや花火を結びつけて火をつける。しばしば「儀式」の最終場面
で使われる。

寝体：男たちが着衣または裸体で並んで寝ころがる。しばしばその上を裸体の女が歩く。
日本万国博覧会（大阪万博）が行われる前年の1969年初めには、秋山祐徳太子、告陰、ビタミン・アート、クロハタなど他の前衛芸術集団らが参加し、反万博団体「万博破壊共闘派」を立ち上げる。同年6月10日、当時学園紛争で騒乱の最中にあった京都大学講堂屋上にて、全裸のパフォーマンス「全裸片手上げ整列儀式」を展開するが、これがマスメディアに報道されると官憲の知るところとなり、加藤以下演者が軒並み逮捕される。なお、この「儀式」の後、万博会場に全裸で突撃する予定であった。
1971年に三里塚闘争下の空港建設予定地で開催された日本幻野祭に出演している。
加藤らの逮捕後、全国で300人以上のメンバーを擁していた「ゼロ次元」も活動を終息せざるを得ず、1972年以降は休止状態となる。
時代状況から政治的側面が強調されるあまり、これまで現代芸術史（とりわけ前衛芸術において）ではほとんど「ゼロ次元」の活動が検証されることがなかったが、近年においては黒田雷児や椹木野衣らによって再評価されつつある。

## 出演映画
- 「にっぽん'69 セックス猟奇地帯」　監督：中島貞夫
- 「シベール」　監督：ドナルド・リチー
- 「無人列島」　監督：金井　勝
- 「薔薇の葬列」　監督：松本俊夫

## 加藤が自ら監督して制作された儀式映画
- 「いなばの白うさぎ」 - 演者が皆全裸である。
- 『タントラ儀式物語』
- 『ゼロ次元儀式映画』